# Сапожная лапа
Сапожная лапа — устройство для изготовления и ремонта обуви в небольших мастерских, а также в домашних условиях с использованием ручного труда и минимального количества вспомогательных средств.
В большинстве случаев представляет из себя металлическую конструкцию, имитирующую форму ноги человека.
Стационарная или портативная лапа позволяет мастеру осуществить все основные виды ремонта обуви в максимально удобном положении ремонтируемого предмета — подошвой вверх.
Различают лапы:
1. Лапа разборная — с одной и более съемной формой-насадкой
2. Лапа неразборная (цельная) — с неизменяемой геометрией.
Высота лапы сапожной варьируется от 30 до 120 см.
В настоящее время оснащается двумя и более насадками (колодками), а также нередко и лотком для обувного материала.
Основной материал для изготовления лапы сапожной — чугун.
Часто лапа сапожная представляла из себя деревянную рукоятку с насадкой из стали.
Весьма редкой является сапожная лапа регулируемая по высоте, а также с возможностью поворота относительно горизонтальной оси и фиксации в одном из рабочих положений.
Современные лапы сапожные иногда покрываются хромом и иными влаго-износостойкими сплавами.
До середины XX в. сапожные лапы практически полностью повторяли форму человеческой стопы.
Во второй половине XX века лапа сапожная совершенно исчезла в России из домашнего инвентаря, более того — лапа сапожная классической  формы (фото 1, 2, 3) полностью потеряла значение инструмента для профессионалов и превратилась в предмет коллекционирования.
Многие мастера называют в качестве основного недостатка данной модели излишнюю длину носка, который им нередко приходилось стачивать. Ширина данной лапы также не подходила для обуви маленького размера и корректировалась в процессе работы.
Важным критерием при выборе лапы сапожной профессионалы называют вес и ширину (а следовательно и устойчивость) основания лапы. Часто основание фабричной (купленной в магазине) лапы дорабатывалось мастером в процессе эксплуатации.
Особенностями современных сапожных лап являются — универсальность колодки (подходит под любой размер обуви), увеличенная высота и более широкое основание конструкции.